# Bolivia
Bolivia (în quechua Puliwya, în aymara Wuliwya, în guarani Mborívia), oficial denumită Statul Plurinațional al Boliviei (în spaniolă Estado Plurinacional de Bolivia), este o țară din America de Sud, invecinată cu Brazilia în nord și est, Paraguay și Argentina la sud, Chile în sud-vest și Peru la vest. Cu o suprafață de 1.098.581 km² și o populație de 8,8 milioane de locuitori, Bolivia își are conducerea administrativă împărțită între două orașe importante: Sucre (capitala legală și sediul puterii judiciare) și La Paz (sediul guvernului).

## Istorie
În epoca precolumbiană, teritoriul Boliviei era locuit de triburile amerindiene quechua și aymara, în sec. 15 devine parte a Imperiului Inca iar după prăbușirea acestuia va fi cucerit de spanioli (Diego de Almagro, 1535-1538). În 1543 este inclus în Viceregatul Peru iar apoi, în 1776, în Viceregatul Rio de la Plata. Cea mai mare mișcare anticolonială a indienilor din America de Sud, răscoala condusă de Tupac Amaru (1780-1781), cuprinde și teritoriul Boliviei iar în decembrie 1824, Antonio Jose de Sucre, după bătălia de la Ayacucho, câștigă războiul de eliberare națională de sub dominația spaniolă. Ulterior, în 1825, Peru de Sus își proclamă independența și adoptă, în cinstea lui Simon Bolivar (unul din liderii mișcărilor de eliberare din America Latină), numele de Bolivia. Cu toate că dispunea de mari bogății pământene și subterane, mai ales cositor, Bolivia, din cauza instabilității politice (loviturilor dese de stat), devine unul din cele mai sărace state din America Latină.
La sfârșitul secolului al XIX-lea, Bolivia cade pradă expansiunilor monopolurilor engleze și americane.
Din 1884, de când a pierdut ieșirea la mare - zona Atacama (în urma războiului cu Chile), Bolivia a câștigat în schimb suveranitatea coridorului către Oceanul Pacific de Sud. Altă neînțelegere cu Chile privește drepturile asupra apelor lui Rio Lauca.

## Geografie

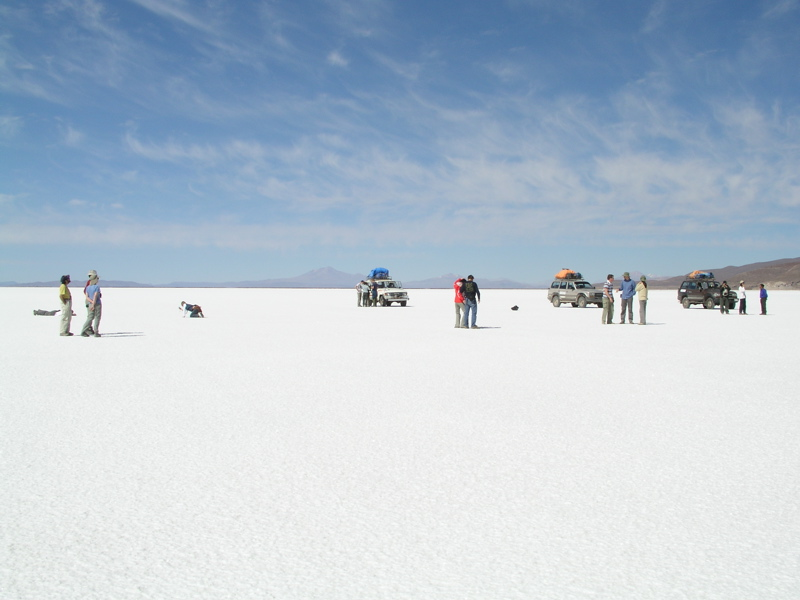
Salar de Uyuni

Bolivia este situată în centrul Americii de Sud, fără ieșire la mare. (Alaturi de ea, dintre tarile Americii Latine, doar Paraguay nu are ieșire directă la mare). Se învecinează cu Brazilia la nord și est, Paraguay în sud-est, Argentina în sud, iar la vest cu Chile și Peru.
Bolivia este cea de-a doua țară din America de Sud care n-are ieșire la mare. Ea este o țară muntoasă, înaltă în vest și joasă în partea de est. Lățimea Munților Anzi depășeste lungimea de 600 km și ei constau din două laturi înalte, Cordillera Occidentală și Cordillera Orientală, sunt separate de Antiplano, care este un platou intermontan înalt. Altiplano acoperă 20% din suprafața țări și are o elevație in medie de 4000 m. Lacul navigabil Titicaca este situat la o înalțime de 3821 m și se află la nordul țării, el curge spre sud prin Desgarudero în lacul Poopo. Cordilera de est se înclină într-o panta adâncă care duce spre El Oriente, o regiune de creste, munți și văi care coboară în Bazinul Amazonului.

### Cadrul natural
Principala formă de relief a Boliviei este șirul munților Anzi, care se întind de la nord la sud, ocupând partea apuseană a țării. La vest, lângă granița cu Chile, se află Cordillera Occidental, sau șirul de vest, iar în nord-est este Cordillera Real, principalul șir al Anzilor. Bolivia este împărțită în trei regiuni distincte: Altiplano, sau regiunea de platou , “yungas”, o serie de văi împădurite și străbătute de numeroase cursuri de apă, situate pe pantele montane estice și “llanos”, sau zona joasă Amazon - Gran Chaco. Altiplano se întinde între Cordillera Occidental și Cordillera Central. Partea sa nordică are, la capăt, lacul Titicaca, cel mai mare lac navigabil din lume. Partea sudică a platoului este aridă. Întinzându-se în estul și nord-estul munților se află marea “Amazonian llanos”, conținând vaste întinderi cu iarbă și, de-a lungul râurilor, dense păduri tropicale. Multe din aceste regiuni devin mlaștini în timpul anotimpului umed (decembrie, ianuarie, februarie); totuși, zone întinse zac sub linia inundațiilor și ajung pășuni bogate. În sud-est, separate de câmpiile Amazoniene prin înălțimile Chiquitos, sunt uscatele câmpii subtropicale Gran Chaco.

### Principalele râuri și lacuri
Patru râuri compun sistemul de drenaj al Boliviei în nordul și nord-estul văilor și câmpiilor: Rio Beni și principalul său afluent, Rio Madre de Dios; Rio Guapore, care formează o parte a graniței cu Brazilia și Rio Mamore. În sud-est, cel mai important râu este Rio Pilcomayo, care curge prin regiunea Gran Chaco, ca să alimenteze Rio Paraguay. Rio Desaguedo, izvorând din lacul Titicaca, alimentează lacul Poopo. Bolivia împarte controlulul lacului Titicaca cu vecinul său din vest, Peru.

### Clima
Bolivia este în întregime situată între tropice, dar din cauza înălțimilor clima variază. La înălțimi mai mari clima este rece și uscată. În regiunile mai joase clima este mai caldă. Temperatura medie anuală variază de la aproximativ 8 °C în Altiplano până la 26 °C în regiunile estice mai joase.

### Resurse naturale
Cum Bolivia are resurse naturale abundente și resurse de minereuri bogate, care se exploatează tot mai mult, trebuie avută grijă să nu se ajungă la distrugerea acestor bogății ale mediului. Aproximativ 8 % din teritoriu este protejat, 800 000 de ha, majoritatea acoperit cu păduri tropicale. Aproape aceeași suprafață este pierdută anual datorită defrișărilor. Pădurile tropicale ale Boliviei sunt bogate în diversitate biologică și conțin un număr neobișnuit de mare de specii de plante.
Există de asemenea o mare varietate de animale, începând de la rozătoare, mamifere ierbivore: lama, căprioara, alpaca, vicuna pe platourile andine, până la cele ale pădurii ecuatoriale: tapirul, puma, jaguarul, leneșul , furnicarul, maimuțe, diverse specii de păsări și reptile (iguane) și șerpi (boa, anaconda).

## Populația

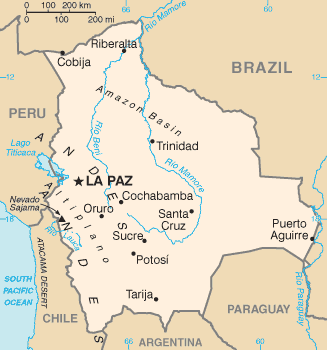
Harta Boliviei

Bolivia are 8,8 milioane de locuitori, cu o densitate a populației de 8 persoane pe km pătrat, din care 60,8 % populație urbană și 39,2 % populație rurală. Sporul natural este de 2,4 %.
Aproape 70 % din populația Boliviei e compusă din nativi americani, dintre care Quechua 30 % și Aymara 25 %. Alte grupuri de indigeni cuprind Guarani, Mojeno și Chimane. Aproximativ 25 % din locuitori sunt metiși (moștenitorii amestecului rasei europene cu indigenii), iar 5 % din populație îl reprezintă urmașii europenilor.
Principalele orașe sunt: La Paz (1.200.000 locuitori), Santa Cruz (694.616), Cochabamba (404.102), Oruro (183.194), Sucre (120.000) și Potosí (112.291).
Există trei limbi oficiale: spaniola (folosită în administrație, învățământ și afaceri și vorbită ca primă limbă de 30 % din locuitori), Quechua și aymara.

## Economie

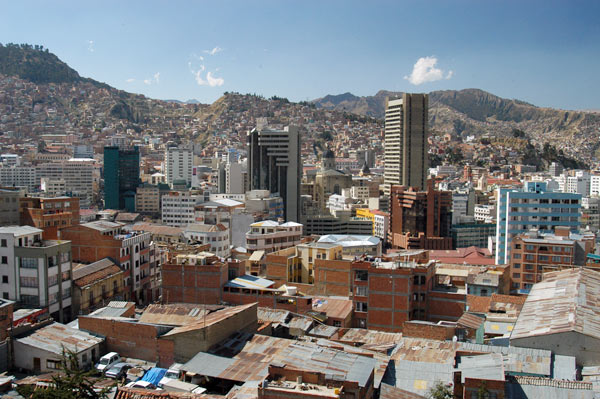
La Paz

Bolivia este una din cele mai sărace națiuni din America de Sud, cu o adâncă prăpastie între elita bogată și miile de țărani care practică o agricultură de subzistență pe majoritatea ținuturilor înalte, sterile, din jurul La Pazului. Începând cu 1985 s-au luat măsuri de reducere a cheltuielilor guvernamentale și de liberalizare a comerțului, astfel că a început o perioadă dificilă de restructurări. Creșterea economică actuală este încurajatoare.
Bolivia are suficiente resurse de petrol și gaze naturale pentru necesitățile proprii și exportă chiar gaze în Argentina și Brazilia. Alte resurse ale Boliviei sunt: cositor, zinc, argint, aur, plumb, stibiu și wolfram. Industria minieră este una dintre cele mai importante. Alte ramuri includ industria alimentară și în special pe cea producătoare de cafea, industria textilă și a lemnului, a confecțiilor, tutunului și artizanatul. Industria ilicită de droguri (există plantații de coca din care se obține cocaina) furnizează 15 % din venituri.
Agricultura (inclusiv fondul forestier și piscicol) furnizează 21% din PIB. Principalele culturi sunt: cafeaua, coca, bumbacul, porumbul, trestia de zahăr, orezul, cartoful, lemnul. Resursele provenite din agricultură sunt suficiente pentru a asigura alimentarea populației. 
Bolivia exportă metale, hidrocarburi, cafea, soia, zahăr și lemn, în principal în Argentina, SUA, Marea Britanie, Peru și Brazilia, importând alimente, petrol și bunuri de consum din SUA, Brazilia, Japonia, Argentina, Germania și Chile.

### Transport
Dezvoltarea modernă a Boliviei a fost împiedicată de frontierele sale terestre și slaba rețea de transporturi interne și de legături de comunicații. Dificultățile transportului la mare distanță au fost ușurate de dezvoltarea serviciilor aeriene și pe căi ferate. Autobuzele, taxiurile și trenurile sunt cele mai comune forme de transport și autobuzele sunt deseori supraaglomerate. Microbuzele sunt mai rapide și mai scumpe. Doar puține străzi principale sunt pavate. Din punctul de vedere al comunicațiilor, există câteva stații de radio și de televiziune.

## Politică
Pe data de 25 ianuarie 2009, cetățenii din Bolivia au votat o nouă constituție în cadrul unui referendum. Președintele Evo Morales a promulgat noul act fundamental, care acordă un rol mai important statului în economie, mai multă atenție comunităților indigene și care pune accentul pe justiția socială. În același timp, președintele capătă un control mai mare asupra economiei.
De asemenea, constituția prevede ca statul bolivian să se separe de Biserica Catolică, devenind astfel independent de religii, recunoscându-le pe toate, dar fără a acorda un statul special uneia dintre ele.
Desfășurarea referendumului a fost supravegheată de peste 300 de observatori, dintre care 45 au făcut parte dintr-o misiune a Uniunii Europene.

### Diviziunea administrativă
| Diviziunea administrativă |            |                 |               |                        |  |
| |            |                 |               |                        |  |
| Departament | Populație  | Suprafață (km²) | Densitate (*) | Capitala (loc.)        |  |
| Bolivia | 10.027.644 | 1.098.581       | 9,1           | Sucre                  |  |
| Beni | 430.049    | 213.564         | 1,9           | Trinidad (86.385)      |  |
| Chuquisaca | 631.062    | 51.524          | 11,9          | Sucre (247.259)        |  |
| Cochabamba | 1.786.040  | 55.631          | 22,7          | Cochabamba (586.813)   |  |
| La Paz | 2.756.989  | 133.985         | 19,9          | La Paz (835.000)       |  |
| Oruro | 444.093    | 53.558          | 8,2           | Oruro (216.620)        |  |
| Pando | 75.335     | 63.827          | 1,1           | Cobija (32.217)        |  |
| Potosí | 780.392    | 118.218         | 6,5           | Potosí (149.246)       |  |
| Santa Cruz | 2.626.697  | 370.621         | 7,1           | Santa Cruz (1.538.343) |  |
| Tarija | 496.988    | 37.623          | 12,5          | Tarija (170.906)       |  |
| (*)= Toate datele sunt furnizate de Institutul Național de Statistică al Boliviei în 2008 Arhivat în 30 aprilie 2008, la Wayback Machine.. Densitatea pe departamente este calculată la nivelul anului 2006. Alte orașe importante: La Paz: El Alto 827.000, Viacha 75.021, Cochabamba: Quillacollo 90.000 Sacaba 127.000, Tarija: Yacuíba 90.000, Santa Cruz: Montero 90.000, Warnes 47.000, Beni: Riberalta 78.000, Guayaramerín 44.663, Potosí: Puna 40.945 (censo 1992), Tupiza 23.100. |            |                 |               |                        |  |